# フジマメ
フジマメ（藤豆・鵲豆、学名: Lablab purpureus）は、マメ亜科フジマメ属に属するつる性の植物。別名にセンゴクマメ（千石豆）、アジマメ（味豆）など。インゲンマメと混同されがちだが、別種である。和名は、花の形や色がフジに似ていることから名付けられている。関西では「インゲンマメ」ともよんでいる。中国名は扁豆 （別名：鵲豆）。

## 特徴
熱帯地域に分布する。温かい気候との親和性が強く、成長は速い。品種によって莢の色に差異があり、莢が紫色の品種はスミレ色や赤紫色の絢爛な葉をつけることから観葉植物として人気が高い。莢が緑の品種は白い花を咲かせる。花は上向きに咲くのが特徴。

## 歴史・名称

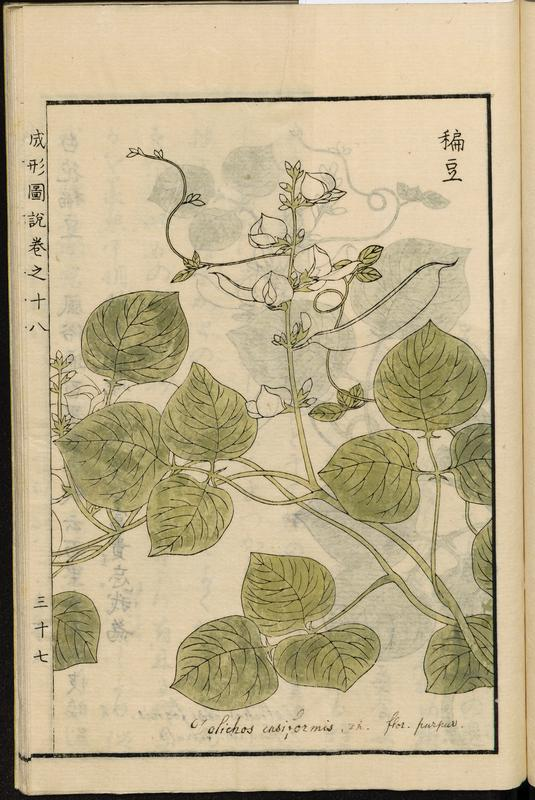
『成形図説』より

アフリカ、アジアの熱帯地域を原産地とする。古くはインドで栽培され、東南アジア、エジプト、スーダンなどでも見られる。
日本には9世紀以降度々導入された。関西ではフジマメをインゲンマメと呼び、インゲンマメはサンドマメと呼ばれている。岐阜県では飛騨・美濃伝統野菜に「千石豆」として、石川県では加賀野菜の一つとして「加賀つるまめ」の名でブランド化されている。

## 栽培品種
日本では主に関西圏で栽培され、在来種も多い。
- 千石豆（せんごくまめ） - さやの形が千石船に似ていることから名付けられたといわれる。若いさやと豆を食べ、独特の風味がある。窓辺の暑さしのぎにグリーンカーテンとしての利用にも向く[3]。
- 白花千石（しろはなせんごく） - 愛知県で明治時代から栽培されてきた伝統野菜。さやの長さは6 - 7 cmで、やわらかい。ごま和えやおひたし、煮物などに向く[3]。

## 栽培
春に種をまき、初夏から盛夏にかけてさや付きの未熟果を収穫するマメで、栽培方法はインゲンマメに準ずる。高温性で、栽培適温は23 - 25度。低温下ではインゲンマメよりも育ちにくいが、高温下ではインゲンマメよりも強くて育てやすく、さやの付き方もよい。さやが伸びる前に支柱を立てて、つるを絡ませるが、自ら巻き付くので誘引は不要である。つるの伸びは旺盛で、3 - 5 mに達するが、栽培品種によっては30 - 50 cmしか伸びないつるなし種（矮性）もある。生育初期に追肥をしたら、あとは放任栽培できる。気温が暑くなると次々とさやができる。さやの長さが8 - 10 cmになったころが収穫適期で、取り遅れるとさやがかたくなるので適期を逃さないようにする。
苗をつくるときは、育苗ポットに種を4 - 5粒まき、3 cmほど覆土して軽く手で押さえ、発芽したら本葉1 - 2枚の時に間引きを行い、本葉6 - 7枚の苗に仕上げる。畑は植え付けの2週間ぐらい前に石灰と元肥を入れて耕し、畝をつくり、株間50 cmあけて苗を植え付ける。直まきの場合は、畝に1カ所あたり4 - 5粒の種をまき、育苗と同様に育てる。畝に丈夫な長めの支柱を立てて、支柱の途中で隣の支柱と交差させて、収穫の時に支柱の上方に手が届くようにする。つるはよく伸びるので、早めに支柱を立ててつるを絡ませる。

## 用途
熱帯、亜熱帯の地域で、食用や家畜の餌として栽培される。若い莢を天ぷら、塩ゆでにして和え物や油炒め、汁の実にして食べる。種子は熟したもの、若いもの、双方食べられる。熟した種子は堅い外皮で覆われているため、料理の際は長時間の加熱を必要とする。加熱の際には何度か水を換える。大量に摂取すると毒性が強く危険。乾燥させた種子は豆粕に加工したり圧縮、発酵させて納豆のようにして食べる。加熱してそのまま食べても良い。ミャンマーでは種子がカレーの材料に使われる。
東洋医学では「扁豆」と呼ばれ、消化不良や解毒に効果のある生薬として用いられる。

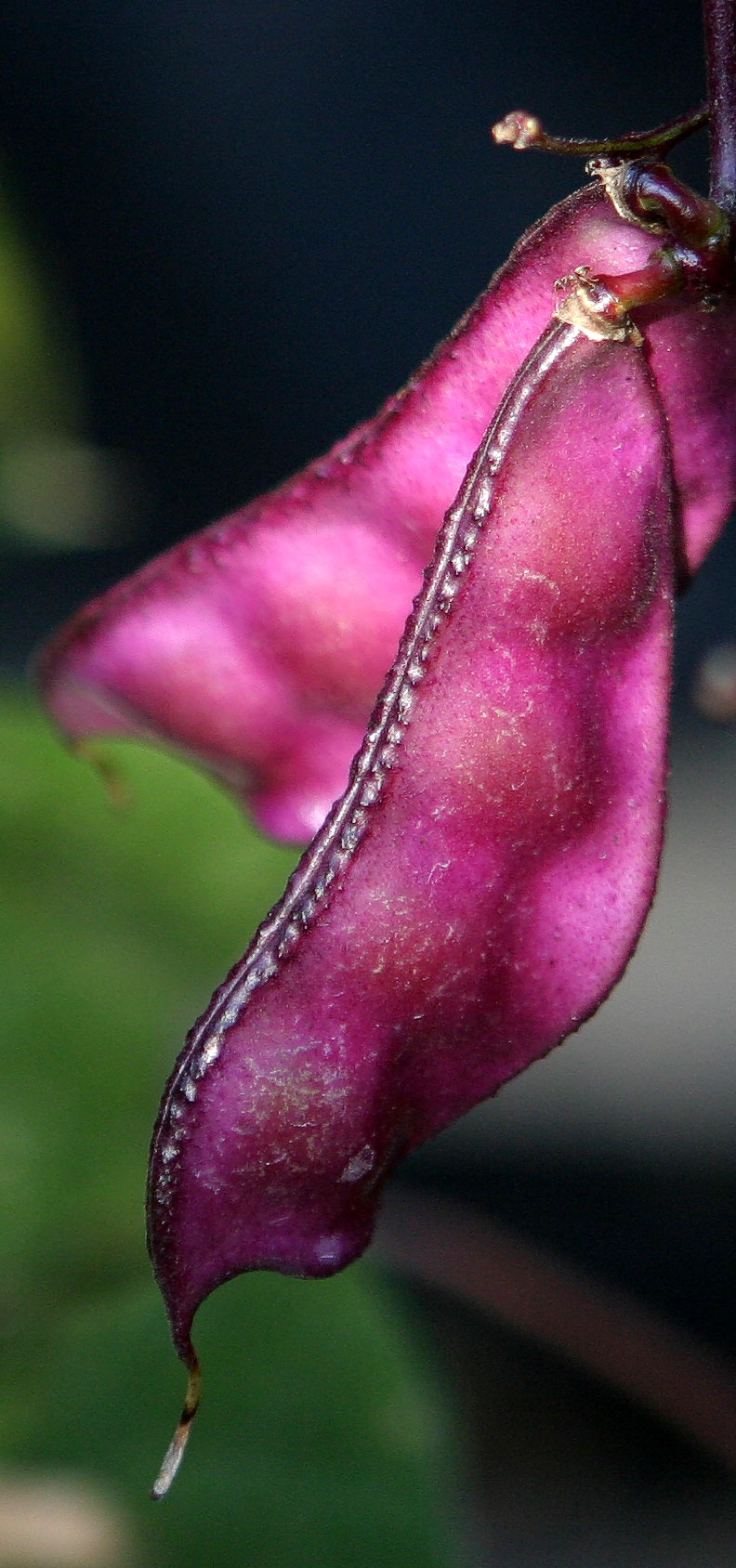
フジマメの莢

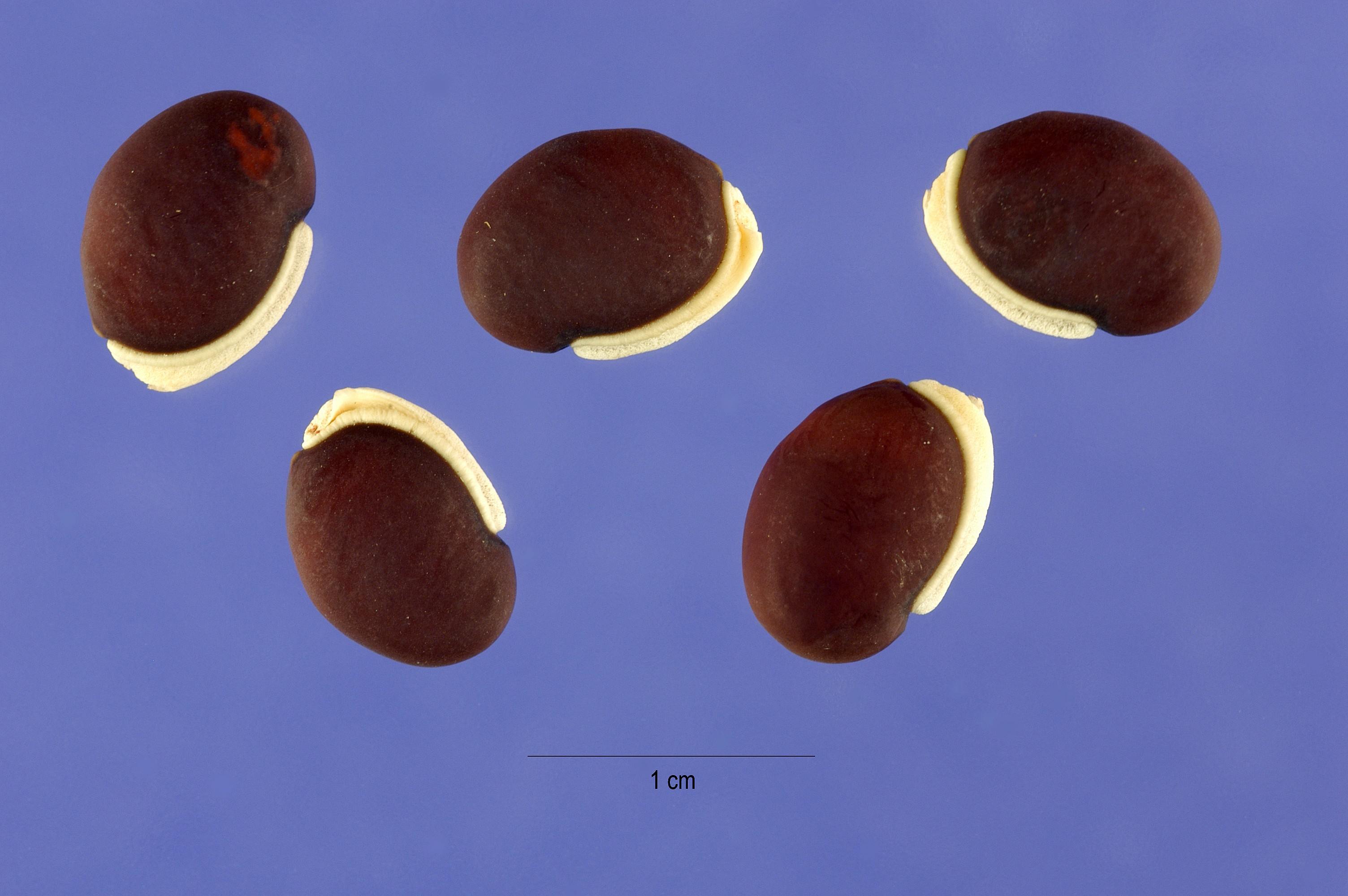
フジマメの種子